# Понор (община Княжевац)
Вижте пояснителната страница за други значения на Понор.
Понор (на сръбски: Понор или Ponor) е село в община Княжевац, Зайчарски окръг, Сърбия.

## География
Селото е разположено в планинана Треси баба, южно от град Княжевац.

## Население
Населението на селото възлиза на 66 жители (по преброяване от септември 2011 г.).